# Скорошкі
Скорошкі (пол. Skoroszki) — село в Польщі, у гміні Вінниця Пултуського повіту Мазовецького воєводства.
Населення — 46 осіб (2011).
У 1975-1998 роках село належало до Цехановського воєводства.

## Демографія
Демографічна структура станом на 31 березня 2011 року:
|          | Загалом | Допрацездатний вік | Працездатний вік | Постпрацездатний вік |
| -------- | ------- | ------------------ | ---------------- | -------------------- |
| Чоловіки | 20      | 2                  | 17               | 1                    |
| Жінки    | 26      | 3                  | 17               | 6                    |
| Разом    | 46      | 5                  | 34               | 7                    |